# Русофобия
Русофобия (от новолатински русо + фобия, от старогръцки – φοβία, – phobía) е общото наименование на различни негативни чувства, враждебност, предразсъдъци или страхове от Русия, руснаците и руската политика, и т.н. Противоположното политическо течение и тежнение се нарича русофилство.
В международен план русофобия има предимно всред православните народи на Източна Европа, които непосредствено са били в състава на или в контакт с Руската империя. По време на Студената война в целия Източен блок се настаняват подобни настроения като реакция срещу налагания тоталитарен комунистически модел. Тези политически виждания и „емоции“ на тема Русия се засилват и след падането на Берлинската стена, особено след началото на въоръжения конфликт през 2014 г. между украинската правителствена армия и проруските сепаратисти в Донецк и Луганск.

## В България
Както преди, така и след Освобождението, опитите на Русия за намеса и контрол във вътрешната политика на Княжество България карат много хора да осъзнаят новата опасност за свободата и просперитета на младата държава. Те се обявяват против намесата на Русия във вътрешнополитическите въпроси на Княжеството и за по-голяма дистанцираност на външната политика.
Особено след кризата около абдикацията на княз Александър I Батенберг, русофобските кръгове вземат явно преимущество. По времето на последвалото управление на Стефан Стамболов българските контакти с Руската империя почти са прекратени. Сред известните с русофобските си възгледи интелектуалци и революционери е Захари Стоянов, който казва: „Да бъде проклета оная минута, когато е стъпил руски крак в нашата земя, когато се е произнесла за първи път думата освободителка и покровителка!“
Според Методи Кусев „решението на Русия да освободи България с умисъл да я присъедини на Руската империя, не представляваше тогава престъпна мисъл за интересите на българите, според тяхното тогавашно робско положение. Ето затова планът на руската дипломация е бил и е [...] България да си стане руска губерния [...] Русофилството в България е достигнало до идиотство. Когато руската дипломация прави пакостите, ние, българите, нарочно си закриваме очите“
В издадената през 1937 г. своя брошура Quo vadis, Bulgaria? намиращият се в изгнание последен водач на ВМРО Иван Михайлов пише, че сърбофилството на организаторите и извършителите на Деветнайсетомайският преврат, довело до забраната на народоосвободителните организации на българите в Македония, Южна Добруджа,Западните покрайнини и Беломорска Тракия е закъсняло и изродено ехо от сляпото русофилство в България.
През 2012 г. Иво Инджев нарича в блога си Русия „империя на злото“ и се изказва за нея по следния начин:
| „ | Няма съмнение, че във всичките ѝ форми на съществуване Русия е незаобиколим фактор и източник на тревоги точно както динозавър, който дори в предсмъртни гърчове създава проблеми с огромното си туловище. | “ |

 Инджев нарича паметника на Съветската армия в София „МОЧА“ („Монумент на окупационната Червена армия“) и редовно организира протести и други обществени инициативи за неговото премахване.

### Възрожденци, критикували влиянието на Русия
- Захари Стоянов
- Методи Кусев
- Христо Ботев
- Георги Раковски
- Божил Райнов